# ميكي بورتون
ميكي بورتون (بالإنجليزية: Micky Burton)‏ (5 نوفمبر 1969 في المملكة المتحدة - ) هو لاعب كرة قدم بريطاني في مركز الوسط. لعب مع برمنغهام سيتي وشروزبري تاون وشيفيلد وينزداي وبرومزغروف روفرز ‏ ونادي سوليهول لكرة القدم ونادي موور غرين لكرة القدم وRedditch United F.C. ‏.